# Liste der Fußballspiele zwischen Holstein Kiel und dem VfB Lübeck
In der Liste der Fußballspiele zwischen Holstein Kiel und dem VfB Lübeck sind alle Begegnungen zwischen den Herrenmannschaften der beiden erfolgreichsten Mannschaften des Bundeslandes Schleswig-Holsteins aufgelistet. Gerade die Frage nach der Nummer eins in Schleswig-Holstein ist bei der Austragung des Spiels, welches oft als Schleswig-Holstein-Derby oder kurz Landesderby bezeichnet wird, von hoher Bedeutung. Die Liste beinhaltet alle Pflichtspiele beider Mannschaften, die seit dem ersten Aufeinandertreffen von Holstein Kiel und dem FK Alemannia Lübeck, einem Vorgängerverein des VfB, ausgetragen wurden. Seit 1919 fanden 109 Pflichtspielbegegnungen und 14 Testspiele zwischen den beiden Mannschaften statt, die seit Ende des Zweiten Weltkrieges von mehr als 500.000 Zuschauern verfolgt wurden. Somit stellt es eines der am häufigsten ausgetragenen Fußballderbys in Deutschland dar.
Zum ersten Mal in regelmäßigen Abständen trafen beide Mannschaften in der Gauliga Nordmark und Gauliga Schleswig-Holstein aufeinander. Dort fand die Partie zwischen 1933/34 und 1943/44 insgesamt 20 Mal statt. Nach dem Zweiten Weltkrieg trafen beide Vereine in der 1947 gegründeten erstklassigen Oberliga Nord wieder aufeinander. Seit 1933/34 fanden insgesamt 37 Partien in einer erstklassigen Liga (1933–1963), 22 Partien in einer zweitklassigen Liga (1963–1974), 22 Partien in einer drittklassigen Liga (1974–2007) und 7 Partien in einer viertklassigen Liga (seit 2008) statt. Die Gesamtbilanz aller Spiele lautet nach 123 Begegnungen: 65 Holstein-Siege, 21 Unentschieden, 37 VfB-Erfolge (Stand: Saison 2017/18). Die erste Begegnung fand am 27. April 1919 gegen einen der Vorgängervereine des VfB, FK Alemannia Lübeck statt.

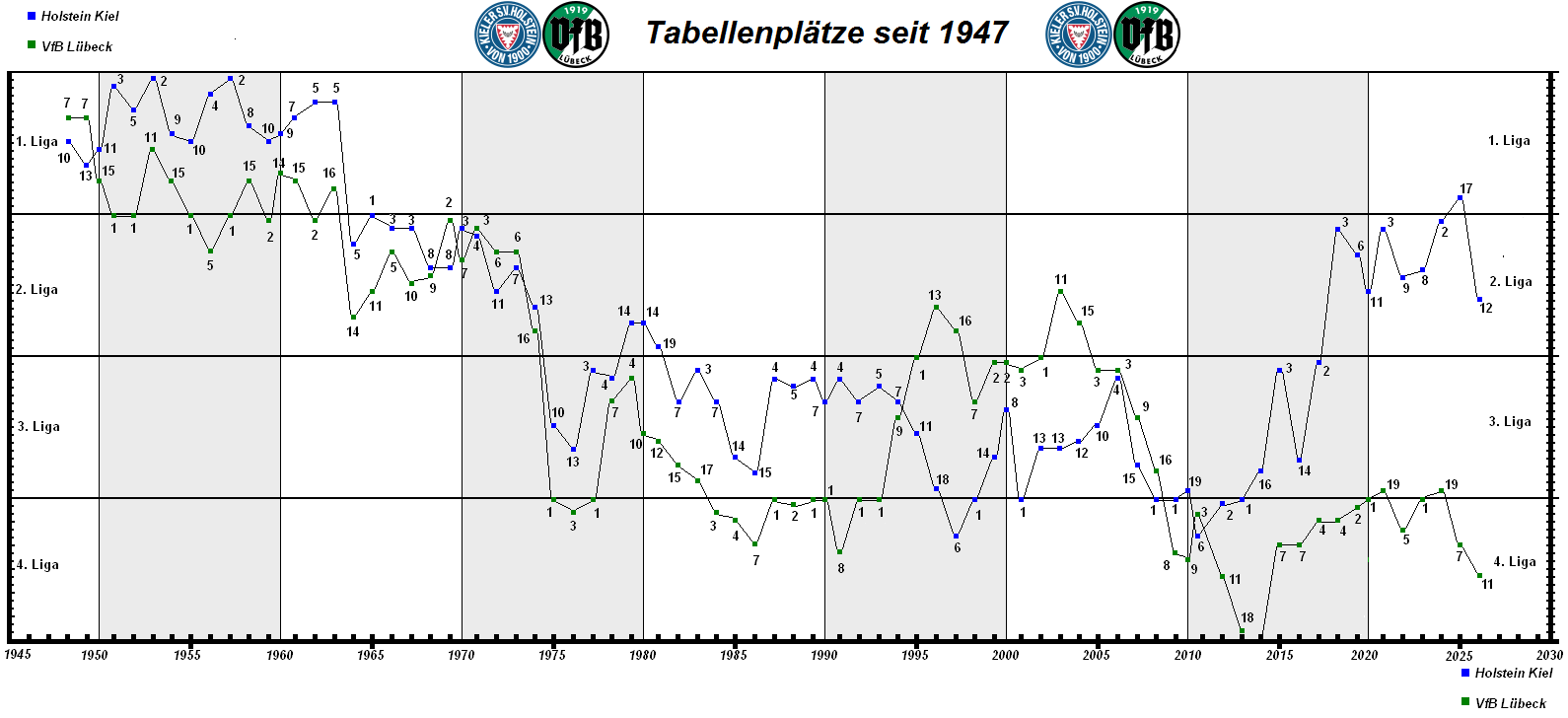
Platzierungen von Holstein Kiel und VfB Lübeck seit 1947

## Legende
Hinweise zur Nutzung der einzelnen Tabellen
- Datum: Gibt (wenn bekannt) das Datum der Spielaustragung an, ansonsten wird die Saison angegeben, in der das Spiel ausgetragen wurde.
- Wettbewerb: Nennt den Wettbewerb, in dem beide Mannschaften aufeinandertrafen.
- Spieltag/Runde: Gibt den Spieltag an (sofern bekannt), an dem die Spiele stattfanden. Bei Pokalspielen wird die Runde genannt.
- Paarung: Die zuerst genannte Mannschaft hat Heimrecht.
- Ergebnis: Nennt den Ausgang der Partie aus Sicht der Heimmannschaft. Die Zahlen in Klammern bedeuten den Halbzeitstand; „n.V.“ bedeutet „nach Verlängerung“.
- Sieger: Zeigt anhand des Vereinswappens, welche Mannschaft aus der Begegnung siegreich hervorging. Offene Felder zeigen ein Unentschieden an.
- Zuschauer: Gibt die offiziell angegebene Zuschauerzahl an (wenn bekannt).

## Holstein Kiel – FK Alemannia Lübeck

### Spiele in der Norddeutschen Meisterschaft
| Datum          | Wettbewerb                 | Spieltag/Runde      | Paarung                             | Ergebnis | Sieger |
| -------------- | -------------------------- | ------------------- | ----------------------------------- | -------- | ------ |
| 27. April 1919 | Norddeutsche Meisterschaft | Qualifikationsrunde | Holstein Kiel : FK Alemannia Lübeck | 5:0      |        |

## Holstein Kiel – VfR Lübeck

### Spiele in der Norddeutschen Meisterschaft
| Datum         | Wettbewerb                 | Spieltag/Runde      | Paarung                    | Ergebnis | Sieger |
| ------------- | -------------------------- | ------------------- | -------------------------- | -------- | ------ |
| 16. März 1924 | Norddeutsche Meisterschaft | Qualifikationsrunde | Holstein Kiel : VfR Lübeck | 5:1      |        |

## Holstein Kiel – SV Polizei Lübeck

### Spiele in der Gauliga Nordmark/Schleswig-Holstein
| Datum          | Wettbewerb                 | Spieltag/Runde | Paarung                                   | Ergebnis | Sieger |
| -------------- | -------------------------- | -------------- | ----------------------------------------- | -------- | ------ |
| Saison 1933/34 | Gauliga Nordmark           | (unb.)         | SV Polizei Lübeck : Holstein Kiel         | 0:6      |        |
| Saison 1933/34 | Gauliga Nordmark           | (unb.)         | Holstein Kiel : SV Polizei Lübeck         | 6:5      |        |
| Saison 1934/35 | Gauliga Nordmark           | (unb.)         | SV Polizei Lübeck : Holstein Kiel         | 1:3      |        |
| Saison 1934/35 | Gauliga Nordmark           | (unb.)         | Holstein Kiel : SV Polizei Lübeck         | 8:0      |        |
| Saison 1935/36 | Gauliga Nordmark           | (unb.)         | SV Polizei Lübeck : Holstein Kiel         | 8:5      |        |
| Saison 1935/36 | Gauliga Nordmark           | (unb.)         | Holstein Kiel : SV Polizei Lübeck         | 5:0      |        |
| Saison 1936/37 | Gauliga Nordmark           | (unb.)         | SV Polizei Lübeck : Holstein Kiel         | 1:2      |        |
| Saison 1936/37 | Gauliga Nordmark           | (unb.)         | Holstein Kiel : SV Polizei Lübeck         | 5:0      |        |
| Saison 1937/38 | Gauliga Nordmark           | (unb.)         | SV Polizei Lübeck : Holstein Kiel         | 2:1      |        |
| Saison 1937/38 | Gauliga Nordmark           | (unb.)         | Holstein Kiel : SV Polizei Lübeck         | 2:1      |        |
| Saison 1938/39 | Gauliga Nordmark           | (unb.)         | SV Polizei Lübeck : Holstein Kiel         | 1:6      |        |
| Saison 1938/39 | Gauliga Nordmark           | (unb.)         | Holstein Kiel : SV Polizei Lübeck         | 2:2      |        |
| Saison 1940/41 | Gauliga Nordmark           | (unb.)         | SV Polizei Lübeck : Holstein Kiel         | 4:1      |        |
| Saison 1940/41 | Gauliga Nordmark           | (unb.)         | Holstein Kiel : SV Polizei Lübeck         | 3:0      |        |
| Saison 1941/42 | Gauliga Nordmark           | (unb.)         | SV Polizei Lübeck : Holstein Kiel         | 4:1      |        |
| Saison 1941/42 | Gauliga Nordmark           | (unb.)         | Holstein Kiel : SV Polizei Lübeck         | 3:1      |        |
| Saison 1942/43 | Gauliga Schleswig-Holstein | (unb.)         | SG Ordnungspolizei Lübeck : Holstein Kiel | 3:6      |        |
| Saison 1942/43 | Gauliga Schleswig-Holstein | (unb.)         | Holstein Kiel : SG Ordnungspolizei Lübeck | 3:2      |        |
| Saison 1943/44 | Gauliga Schleswig-Holstein | (unb.)         | SG Ordnungspolizei Lübeck : Holstein Kiel | 2:3      |        |
| Saison 1943/44 | Gauliga Schleswig-Holstein | (unb.)         | Holstein Kiel : SG Ordnungspolizei Lübeck | 9:0      |        |

### Spiele in der Norddeutschen Endrunde
| Datum          | Wettbewerb                          | Spieltag/Runde        | Paarung                           | Ergebnis | Sieger |
| -------------- | ----------------------------------- | --------------------- | --------------------------------- | -------- | ------ |
| Saison 1932/33 | Norddeutsche Endrunde/Meisterschaft | Gruppenphase/Vorrunde | Holstein Kiel : SV Polizei Lübeck | 6:3      |        |

### Spiele im Tschammerpokal
| Datum         | Wettbewerb     | Spieltag/Runde | Paarung                           | Ergebnis  | Sieger |
| ------------- | -------------- | -------------- | --------------------------------- | --------- | ------ |
| 14. Juni 1936 | Tschammerpokal | 1. Runde       | Holstein Kiel : SV Polizei Lübeck | 1:2 n. V. |        |

### Testspiele
| Datum          | Wettbewerb | Paarung                           | Ergebnis | Sieger |
| -------------- | ---------- | --------------------------------- | -------- | ------ |
| Saison 1932/33 | Testspiel  | Holstein Kiel : SV Polizei Lübeck | 7:0      |        |
| Saison 1932/33 | Testspiel  | SV Polizei Lübeck : Holstein Kiel | 2:0      |        |
| Saison 1935/36 | Testspiel  | Holstein Kiel : SV Polizei Lübeck | 4:2      |        |
| Saison 1939/40 | Testspiel  | Holstein Kiel : SV Polizei Lübeck | 4:0      |        |
| Saison 1939/40 | Testspiel  | SV Polizei Lübeck : Holstein Kiel | 2:2      |        |

## Holstein Kiel – VfB Lübeck

### Spiele in der erstklassigen Oberliga Nord
| Datum              | Wettbewerb                       | Spieltag/Runde | Paarung                    | Ergebnis  | Sieger | Zuschauer |
| ------------------ | -------------------------------- | -------------- | -------------------------- | --------- | ------ | --------- |
| 1. Juni 1947       | Aufstiegsrunde zur Oberliga Nord | Endrunde       | VfB Lübeck : Holstein Kiel | 3:2 (?:?) |        | ?         |
| 13. Juli 1947      | Aufstiegsrunde zur Oberliga Nord | Endrunde       | Holstein Kiel : VfB Lübeck | 1:1 (?:?) |        | ?         |
| 19. Oktober 1947   | Oberliga Nord                    | 5. Spieltag    | Holstein Kiel : VfB Lübeck | 7:1 (2:0) |        | 15.000    |
| 1. Februar 1948    | Oberliga Nord                    | 15. Spieltag   | VfB Lübeck : Holstein Kiel | 3:2 (1:0) |        | 10.000    |
| 26. September 1948 | Oberliga Nord                    | 5. Spieltag    | VfB Lübeck : Holstein Kiel | 4:0 (1:0) |        | 12.000    |
| 19. Februar 1950   | Oberliga Nord                    | 20. Spieltag   | Holstein Kiel : VfB Lübeck | 3:2 (0:0) |        | 10.000    |
| 9. April 1950      | Oberliga Nord                    | 27. Spieltag   | VfB Lübeck : Holstein Kiel | 2:0 (1:0) |        | 8.000     |
| 30. November 1952  | Oberliga Nord                    | 13. Spieltag   | Holstein Kiel : VfB Lübeck | 6:1 (1:1) |        | 10.000    |
| 12. April 1953     | Oberliga Nord                    | 28. Spieltag   | VfB Lübeck : Holstein Kiel | 1:1 (?:?) |        | 18.000    |
| 6. September 1953  | Oberliga Nord                    | 4. Spieltag    | Holstein Kiel : VfB Lübeck | 0:0       |        | 8.000     |
| 28. März 1954      | Oberliga Nord                    | 28. Spieltag   | VfB Lübeck : Holstein Kiel | 1:0 (0:0) |        | 12.000    |
| 20. Oktober 1957   | Oberliga Nord                    | 13. Spieltag   | Holstein Kiel : VfB Lübeck | 1:1 (1:0) |        | 4.500     |
| 8. Dezember 1957   | Oberliga Nord                    | 17. Spieltag   | VfB Lübeck : Holstein Kiel | 1:1 (1:0) |        | 6.000     |
| 6. September 1959  | Oberliga Nord                    | 4. Spieltag    | Holstein Kiel : VfB Lübeck | 2:2 (?:?) |        | 9.000     |
| 20. März 1960      | Oberliga Nord                    | 26. Spieltag   | VfB Lübeck : Holstein Kiel | 3:0 (?:?) |        | 6.000     |
| 10. Oktober 1960   | Oberliga Nord                    | 10. Spieltag   | VfB Lübeck : Holstein Kiel | 4:2 (?:?) |        | 5.200     |
| 23. April 1961     | Oberliga Nord                    | 29. Spieltag   | Holstein Kiel : VfB Lübeck | 4:2 (?:?) |        | 8.000     |
| 9. September 1962  | Oberliga Nord                    | 4. Spieltag    | Holstein Kiel : VfB Lübeck | 2:1 (1:1) |        | 6.000     |
| 16. April 1963     | Oberliga Nord                    | 27. Spieltag   | VfB Lübeck : Holstein Kiel | 1:3 (0:1) |        | 5.200     |

### Spiele in der zweitklassigen Regionalliga Nord
| Datum              | Wettbewerb        | Spieltag/Runde | Paarung                    | Ergebnis  | Sieger | Zuschauer |
| ------------------ | ----------------- | -------------- | -------------------------- | --------- | ------ | --------- |
| 22. September 1963 | Regionalliga Nord | 7. Spieltag    | VfB Lübeck : Holstein Kiel | 3:1 (0:0) |        | 6.000     |
| 1. März 1964       | Regionalliga Nord | 26. Spieltag   | Holstein Kiel : VfB Lübeck | 4:0 (2:0) |        | 3.500     |
| 11. Oktober 1964   | Regionalliga Nord | 8. Spieltag    | VfB Lübeck : Holstein Kiel | 0:2 (0:1) |        | 8.000     |
| 20. Dezember 1964  | Regionalliga Nord | 17. Spieltag   | Holstein Kiel : VfB Lübeck | 3:1 (2:1) |        | 6.000     |
| 31. Oktober 1965   | Regionalliga Nord | 10. Spieltag   | Holstein Kiel : VfB Lübeck | 1:1 (?:?) |        | 8.000     |
| 8. Mai 1966        | Regionalliga Nord | 31. Spieltag   | VfB Lübeck : Holstein Kiel | 0:2 (0:2) |        | 12.000    |
| 23. Oktober 1966   | Regionalliga Nord | 10. Spieltag   | Holstein Kiel : VfB Lübeck | 1:1 (?:?) |        | 4.000     |
| 2. April 1967      | Regionalliga Nord | 28. Spieltag   | VfB Lübeck : Holstein Kiel | 1:2 (?:?) |        | 13.000    |
| 27. August 1967    | Regionalliga Nord | 3. Spieltag    | Holstein Kiel : VfB Lübeck | 1:2 (?:?) |        | 5.000     |
| 4. Februar 1968    | Regionalliga Nord | 22. Spieltag   | VfB Lübeck : Holstein Kiel | 2:1 (?:?) |        | 4.000     |
| 22. September 1968 | Regionalliga Nord | 6. Spieltag    | Holstein Kiel : VfB Lübeck | 5:2 (?:?) |        | 4.000     |
| 1. Mai 1969        | Regionalliga Nord | 24. Spieltag   | VfB Lübeck : Holstein Kiel | 1:1 (?:?) |        | 4.000     |
| 14. Dezember 1969  | Regionalliga Nord | 15. Spieltag   | VfB Lübeck : Holstein Kiel | 1:0 (?:?) |        | 3.800     |
| 22. April 1970     | Regionalliga Nord | 29. Spieltag   | Holstein Kiel : VfB Lübeck | 4:1 (?:?) |        | 3.500     |
| 25. Oktober 1970   | Regionalliga Nord | 11. Spieltag   | Holstein Kiel : VfB Lübeck | 0:1 (?:?) |        | 9.000     |
| 25. April 1971     | Regionalliga Nord | 32. Spieltag   | VfB Lübeck : Holstein Kiel | 4:1 (?:?) |        | 9.000     |
| 15. August 1971    | Regionalliga Nord | 1. Spieltag    | Holstein Kiel : VfB Lübeck | 1:0 (?:?) |        | 6.600     |
| 23. Januar 1971    | Regionalliga Nord | 21. Spieltag   | VfB Lübeck : Holstein Kiel | 3:0 (?:?) |        | 3.011     |
| 17. Dezember 1972  | Regionalliga Nord | 17. Spieltag   | Holstein Kiel : VfB Lübeck | 2:1 (?:?) |        | 3.700     |
| 28. Januar 1973    | Regionalliga Nord | 22. Spieltag   | VfB Lübeck : Holstein Kiel | 1:1 (?:?) |        | 2.275     |
| 30. September 1973 | Regionalliga Nord | 8. Spieltag    | Holstein Kiel : VfB Lübeck | 2:3 (?:?) |        | 2.000     |
| 3. März 1974       | Regionalliga Nord | 27. Spieltag   | VfB Lübeck : Holstein Kiel | 0:2 (?:?) |        | 2.376     |

### Spiele in der drittklassigen Amateuroberliga Nord
| Datum            | Wettbewerb           | Spieltag/Runde | Paarung                    | Ergebnis  | Sieger | Zuschauer |
| ---------------- | -------------------- | -------------- | -------------------------- | --------- | ------ | --------- |
| 6. November 1977 | Amateuroberliga Nord | 12. Spieltag   | Holstein Kiel : VfB Lübeck | 1:0 (?:?) |        | 5.000     |
| 9. April 1978    | Amateuroberliga Nord | 29. Spieltag   | VfB Lübeck : Holstein Kiel | 1:0 (?:?) |        | 4.000     |
| 1. November 1981 | Amateuroberliga Nord | 10. Spieltag   | VfB Lübeck : Holstein Kiel | 1:2 (?:?) |        | 5.000     |
| 14. März 1982    | Amateuroberliga Nord | 27. Spieltag   | Holstein Kiel : VfB Lübeck | 3:0 (?:?) |        | 2.500     |
| 11. August 1982  | Amateuroberliga Nord | 2. Spieltag    | Holstein Kiel : VfB Lübeck | 2:0 (?:?) |        | 3.600     |
| 9. Januar 1983   | Amateuroberliga Nord | 19. Spieltag   | VfB Lübeck : Holstein Kiel | 1:1 (?:?) |        | 2.140     |
| Saison 1993/94   | Oberliga Nord        | 5. Spieltag    | Holstein Kiel : VfB Lübeck | 2:2 (?:?) |        | 3.500     |
| Saison 1993/94   | Oberliga Nord        | 20. Spieltag   | VfB Lübeck : Holstein Kiel | 1:2 (?:?) |        | 2.200     |

### Spiele in der drittklassigen Regionalliga Nord
| Datum              | Wettbewerb        | Spieltag/Runde | Paarung                    | Ergebnis  | Sieger | Zuschauer |
| ------------------ | ----------------- | -------------- | -------------------------- | --------- | ------ | --------- |
| 23. Oktober 1994   | Regionalliga Nord | 11. Spieltag   | Holstein Kiel : VfB Lübeck | 0:2 (0:1) |        | 1.800     |
| 23. April 1995     | Regionalliga Nord | 28. Spieltag   | VfB Lübeck : Holstein Kiel | 2:0 (0:0) |        | 4.700     |
| 21. November 1998  | Regionalliga Nord | 17. Spieltag   | VfB Lübeck : Holstein Kiel | 5:0 (2:0) |        | 3.835     |
| 23. Mai 1999       | Regionalliga Nord | 34. Spieltag   | Holstein Kiel : VfB Lübeck | 2:1 (0:0) |        | 9.000     |
| 15. August 1999    | Regionalliga Nord | 3. Spieltag    | Holstein Kiel : VfB Lübeck | 2:0 (1:0) |        | 4.505     |
| 12. Dezember 1999  | Regionalliga Nord | 19. Spieltag   | VfB Lübeck : Holstein Kiel | 3:1 (3:0) |        | 4.103     |
| 21. August 2001    | Regionalliga Nord | 5. Spieltag    | Holstein Kiel : VfB Lübeck | 2:5 (1:4) |        | 7.197     |
| 5. März 2002       | Regionalliga Nord | 22. Spieltag   | VfB Lübeck : Holstein Kiel | 1:1 (1:0) |        | 6.200     |
| 12. September 2004 | Regionalliga Nord | 8. Spieltag    | VfB Lübeck : Holstein Kiel | 1:0 (1:0) |        | 6.400     |
| 22. März 2005      | Regionalliga Nord | 27. Spieltag   | Holstein Kiel : VfB Lübeck | 1:1 (1:0) |        | 6.100     |
| 19. November 2005  | Regionalliga Nord | 18. Spieltag   | VfB Lübeck : Holstein Kiel | 0:3 (0:1) |        | 13.100    |
| 20. Mai 2006       | Regionalliga Nord | 37. Spieltag   | Holstein Kiel : VfB Lübeck | 4:1 (1:0) |        | 6.500     |
| 26. August 2006    | Regionalliga Nord | 5. Spieltag    | VfB Lübeck : Holstein Kiel | 1:1 (1:0) |        | 8.800     |
| 3. März 2007       | Regionalliga Nord | 24. Spieltag   | Holstein Kiel : VfB Lübeck | 1:1 (0:1) |        | 6.700     |

### Spiele in der viertklassigen Regionalliga Nord
| Datum              | Wettbewerb        | Spieltag/Runde | Paarung                    | Ergebnis  | Sieger | Zuschauer |
| ------------------ | ----------------- | -------------- | -------------------------- | --------- | ------ | --------- |
| 14. Dezember 2008  | Regionalliga Nord | 17. Spieltag   | VfB Lübeck : Holstein Kiel | 1:3 (1:1) |        | 5.000     |
| 7. Juni 2009       | Regionalliga Nord | 34. Spieltag   | Holstein Kiel : VfB Lübeck | 1:0 (0:0) |        | 9.400     |
| 27. November 2010  | Regionalliga Nord | 16. Spieltag   | VfB Lübeck : Holstein Kiel | 2:0 (1:0) |        | 5.119     |
| 21. Mai 2011       | Regionalliga Nord | 33. Spieltag   | Holstein Kiel : VfB Lübeck | 2:2 (2:0) |        | 3.968     |
| 17. September 2011 | Regionalliga Nord | 6. Spieltag    | Holstein Kiel : VfB Lübeck | 4:1 (0:1) |        | 4.781     |
| 11. März 2012      | Regionalliga Nord | 23. Spieltag   | VfB Lübeck : Holstein Kiel | 1:0 (0:0) |        | 3.888     |
| 7. Oktober 2012    | Regionalliga Nord | 10. Spieltag   | VfB Lübeck : Holstein Kiel | 0:2 (0:0) |        | 2.822     |

### Landesmeisterschaften
| Datum          | Wettbewerb          | Spieltag/Runde | Paarung                    | Ergebnis | Sieger | Zuschauer |
| -------------- | ------------------- | -------------- | -------------------------- | -------- | ------ | --------- |
| Saison 1947/48 | Landesmeisterschaft | (unb.)         | Holstein Kiel : VfB Lübeck | 2:2      |        | ?         |
| Saison 1948/49 | Landesmeisterschaft | (unb.)         | Holstein Kiel : VfB Lübeck | 2:0      |        | ?         |
| 28. April 1960 | Landesmeisterschaft | 1. Spieltag    | Holstein Kiel : VfB Lübeck | 2:0      |        | 600       |

### Spiele im SHFV-Pokal
| Datum             | Wettbewerb                     | Spieltag/Runde | Paarung                    | Ergebnis  | Sieger | Zuschauer |
| ----------------- | ------------------------------ | -------------- | -------------------------- | --------- | ------ | --------- |
| Saison 1977/78    | Landespokal Schleswig-Holstein | Halbfinale     | Holstein Kiel : VfB Lübeck | 3:0       |        | 5.000     |
| Saison 1978/79    | Landespokal Schleswig-Holstein | (unb.)         | Holstein Kiel : VfB Lübeck | 3:2       |        | (unb.)    |
| Saison 1982/83    | Landespokal Schleswig-Holstein | Finale         | Holstein Kiel : VfB Lübeck | 3:1       |        | 623       |
| Saison 1997/98    | Landespokal Schleswig-Holstein | Finale         | Holstein Kiel : VfB Lübeck | 0:1       |        | 2.500     |
| 1. April 2002     | Landespokal Schleswig-Holstein | Halbfinale     | Holstein Kiel : VfB Lübeck | 1:0 (0:0) |        | 2.530     |
| 1. Mai 2007       | Landespokal Schleswig-Holstein | Halbfinale     | Holstein Kiel : VfB Lübeck | 2:0 (2:0) |        | 4.437     |
| 4. Juni 2008      | Landespokal Schleswig-Holstein | Finale         | Holstein Kiel : VfB Lübeck | 1:0 (0:0) |        | 5.843     |
| 14. Mai 2010      | Landespokal Schleswig-Holstein | Finale         | Holstein Kiel : VfB Lübeck | 0:2 (0:1) |        | 5.759     |
| 3. Juni 2011      | Landespokal Schleswig-Holstein | Finale         | VfB Lübeck : Holstein Kiel | 0:3 (0:1) |        | 6.768     |
| 15. Juli 2015     | Landespokal Schleswig-Holstein | Finale         | VfB Lübeck : Holstein Kiel | 1:0 (1:0) |        | 4.148     |
| 14. November 2015 | Landespokal Schleswig-Holstein | Halbfinale     | VfB Lübeck : Holstein Kiel | 1:0 (1:0) |        | 2.557     |
| 25. April 2017    | Landespokal Schleswig-Holstein | Halbfinale     | VfB Lübeck : Holstein Kiel | 0:2 (0:2) |        | 2.700     |

### Spiele im NFV-Pokal
| Datum          | Wettbewerb | Spieltag/Runde | Paarung                    | Ergebnis | Sieger | Zuschauer |
| -------------- | ---------- | -------------- | -------------------------- | -------- | ------ | --------- |
| 13. Mai 1960   | NFV-Pokal  | 1. Runde       | VfB Lübeck : Holstein Kiel | 0:4      |        | 800       |
| Saison 1968/69 | NFV-Pokal  | 1. Runde       | VfB Lübeck : Holstein Kiel | 0:1      |        | 3.120     |

### Testspiele
| Datum             | Wettbewerb | Paarung                    | Ergebnis  | Sieger | Zuschauer |
| ----------------- | ---------- | -------------------------- | --------- | ------ | --------- |
| 16. Dezember 1945 | Testspiel  | Holstein Kiel : VfB Lübeck | 5:1 (2:0) |        | (unb.)    |
| Saison 1946/47    | Testspiel  | VfB Lübeck : Holstein Kiel | 2:5       |        | (unb.)    |
| Saison 1947/48    | Testspiel  | VfB Lübeck : Holstein Kiel | 0:2       |        | (unb.)    |
| Saison 1948/49    | Testspiel  | Holstein Kiel : VfB Lübeck | 1:1       |        | (unb.)    |
| Saison 1949/50    | Testspiel  | Holstein Kiel : VfB Lübeck | 3:1       |        | (unb.)    |
| Saison 1949/50    | Testspiel  | VfB Lübeck : Holstein Kiel | 4:0       |        | (unb.)    |
| Saison 1953/54    | Testspiel  | VfB Lübeck : Holstein Kiel | 3:0       |        | (unb.)    |
| 25. Februar 1987  | Testspiel  | VfB Lübeck : Holstein Kiel | 1:2       |        | 166       |
| 14. Juli 1997     | Testspiel  | VfB Lübeck : Holstein Kiel | 3:1       |        | 600       |

## Weitere Begegnungen

### Holstein Kiel II – VfB Lübeck
| Datum             | Wettbewerb                        | Spieltag/Runde | Paarung                       | Ergebnis | Sieger | Zuschauer |
| ----------------- | --------------------------------- | -------------- | ----------------------------- | -------- | ------ | --------- |
| 4. September 1955 | 1. Amateurliga Schleswig-Holstein | 5. Spieltag    | VfB Lübeck : Holstein Kiel II | 3:1      |        | 1.800     |
| 1. Januar 1956    | 1. Amateurliga Schleswig-Holstein | 22. Spieltag   | Holstein Kiel II : VfB Lübeck | 1:2      |        | 600       |
| 5. August 1956    | 1. Amateurliga Schleswig-Holstein | 1. Spieltag    | VfB Lübeck : Holstein Kiel II | 2:0      |        | 2.000     |
| 18. November 1956 | 1. Amateurliga Schleswig-Holstein | 16. Spieltag   | Holstein Kiel II : VfB Lübeck | 0:2      |        | 600       |
| 26. Oktober 1958  | 1. Amateurliga Schleswig-Holstein | 13. Spieltag   | VfB Lübeck : Holstein Kiel II | 4:3      |        | 2.500     |
| 8. Februar 1959   | 1. Amateurliga Schleswig-Holstein | 28. Spieltag   | Holstein Kiel II : VfB Lübeck | 0:2      |        | 1.000     |
| 15. Oktober 1961  | 1. Amateurliga Schleswig-Holstein | 11. Spieltag   | VfB Lübeck : Holstein Kiel II | 3:1      |        | 3.500     |
| 28. Januar 1962   | 1. Amateurliga Schleswig-Holstein | 26. Spieltag   | Holstein Kiel II : VfB Lübeck | 0:2      |        | 600       |
| 24. August 2013   | Schleswig-Holstein-Liga           | 6. Spieltag    | Holstein Kiel II : VfB Lübeck | 0:3      |        | 400       |
| 30. November 2013 | Schleswig-Holstein-Liga           | 20. Spieltag   | VfB Lübeck : Holstein Kiel II | 3:0      |        | 982       |
| 17. November 2018 | Regionalliga Nord                 | 2. Spieltag    | Holstein Kiel II : VfB Lübeck | 2:1      |        | 2.758     |
| 14. Dezember 2018 | Regionalliga Nord                 | 19. Spieltag   | VfB Lübeck : Holstein Kiel II | 3:0      |        | 2.388     |
| 15. Dezember 2019 | Regionalliga Nord                 | 6. Spieltag    | Holstein Kiel II : VfB Lübeck | 0:5      |        | 1.331     |
| 22. Februar 2020  | Regionalliga Nord                 | 26. Spieltag   | VfB Lübeck : Holstein Kiel II | 4:0      |        | 2.649     |
| 1. September 2021 | Regionalliga Nord                 | 5. Spieltag    | Holstein Kiel II : VfB Lübeck | 1:0      |        | 1.090     |
| 17. Dezember 2021 | Regionalliga Nord                 | 16. Spieltag   | VfB Lübeck : Holstein Kiel II | 2:0      |        | 2.194     |
| 28. August 2022   | Regionalliga Nord                 | 6. Spieltag    | VfB Lübeck : Holstein Kiel II | 2:1      |        | 3.300     |
| 19. Februar 2023  | Regionalliga Nord                 | 25. Spieltag   | Holstein Kiel II : VfB Lübeck | 1:4      |        | 1.402     |
| 19. August 2024   | Regionalliga Nord                 | 4. Spieltag    | VfB Lübeck : Holstein Kiel II | 2:2      |        | 2.840     |
| 16. Februar 2024  | Regionalliga Nord                 | 21. Spieltag   | Holstein Kiel II : VfB Lübeck | 1:1      |        | 1.738     |

### Holstein Kiel – VfB Lübeck II
| Datum            | Wettbewerb    | Spieltag/Runde | Paarung                       | Ergebnis  | Sieger | Zuschauer |
| ---------------- | ------------- | -------------- | ----------------------------- | --------- | ------ | --------- |
| 19. Oktober 2007 | Oberliga Nord | 12. Spieltag   | Holstein Kiel : VfB Lübeck II | 0:2 (0:1) |        | 3.379     |
| 13. April 2008   | Oberliga Nord | 28. Spieltag   | VfB Lübeck II : Holstein Kiel | 2:1 (0:0) |        | 2.000     |

### Holstein Kiel II – VfB Lübeck II
| Datum              | Wettbewerb                      | Spieltag/Runde | Paarung                          | Ergebnis  | Sieger | Zuschauer |
| ------------------ | ------------------------------- | -------------- | -------------------------------- | --------- | ------ | --------- |
| 2. September 2001  | Verbandsliga Schleswig-Holstein | 4. Spieltag    | Holstein Kiel II : VfB Lübeck II | 4:0 (4:0) |        | 100       |
| 24. Februar 2002   | Verbandsliga Schleswig-Holstein | 19. Spieltag   | VfB Lübeck II : Holstein Kiel II | 0:3 (0:1) |        | 250       |
| 1. Dezember 2004   | Oberliga Nord                   | 14. Spieltag   | Holstein Kiel II : VfB Lübeck II | 4:2 (2:2) |        | 312       |
| 13. April 2005     | Oberliga Nord                   | 21. Spieltag   | VfB Lübeck II : Holstein Kiel II | 0:2 (0:1) |        | 150       |
| 11. März 2009      | Schleswig-Holstein-Liga         | 17. Spieltag   | VfB Lübeck II : Holstein Kiel II | 0:1 (0:0) |        | 450       |
| 6. Mai 2009        | Schleswig-Holstein-Liga         | 31. Spieltag   | Holstein Kiel II : VfB Lübeck II | 4:0 (2:0) |        | 502       |
| 11. August 2009    | Schleswig-Holstein-Liga         | 1. Spieltag    | Holstein Kiel II : VfB Lübeck II | 1:0 (1:0) |        | 718       |
| 6. April 2010      | Schleswig-Holstein-Liga         | 20. Spieltag   | VfB Lübeck II : Holstein Kiel II | 1:2 (1:1) |        | 400       |
| 13. April 2011     | Schleswig-Holstein-Liga         | 15. Spieltag   | Holstein Kiel II : VfB Lübeck II | 1:2 (1:1) |        | 222       |
| 21. Mai 2011       | Schleswig-Holstein-Liga         | 32. Spieltag   | VfB Lübeck II : Holstein Kiel II | 3:2 (1:2) |        | 120       |
| 17. September 2011 | Schleswig-Holstein-Liga         | 6. Spieltag    | VfB Lübeck II : Holstein Kiel II | 0:2 (0:1) |        | 250       |
| 11. März 2012      | Schleswig-Holstein-Liga         | 20. Spieltag   | Holstein Kiel II : VfB Lübeck II | 3:1 (0:1) |        | 180       |
| 7. Oktober 2012    | Schleswig-Holstein-Liga         | 9. Spieltag    | Holstein Kiel II : VfB Lübeck II | 2:1 (0:1) |        | 180       |
| 18. Mai 2013       | Schleswig-Holstein-Liga         | 26. Spieltag   | VfB Lübeck II : Holstein Kiel II | [ a 13 ]  |        |           |

## Bilanz
| Wettbewerb                                      | Spiele | Siege Holstein Kiel | Remis | Siege VfB Lübeck | Tore Holstein Kiel | Tore VfB Lübeck |
| ----------------------------------------------- | ------ | ------------------- | ----- | ---------------- | ------------------ | --------------- |
| Norddeutsche Fußballmeisterschaft (1906-33)     | 1      | 1                   | 0     | 0                | 6                  | 3               |
| Gauliga Nordmark (als Liga I 1933-42)           | 16     | 11                  | 1     | 4                | 59                 | 30              |
| Gauliga Schleswig-Holstein (als Liga I 1942-45) | 4      | 4                   | 0     | 0                | 21                 | 7               |
| Oberliga Nord (als Liga I 1947-63)              | 17     | 6                   | 5     | 6                | 34                 | 30              |
| Regionalliga Nord (als Liga II 1963-74)         | 22     | 10                  | 4     | 8                | 37                 | 29              |
| Oberliga Nord (als Liga III 1974-94)            | 8      | 5                   | 2     | 1                | 13                 | 6               |
| Regionalliga Nord (als Liga III 1994-08)        | 14     | 4                   | 4     | 6                | 18                 | 24              |
| Regionalliga Nord (als Liga IV 2008-heute)      | 7      | 4                   | 1     | 2                | 12                 | 7               |
| Tschammer-Pokal (1935-43)                       | 1      | 0                   | 0     | 1                | 1                  | 2               |
| NFV-Pokal (1924-27 & 1952-73)                   | 2      | 2                   | 0     | 0                | 5                  | 0               |
| SHFV-Pokal (1953-heute)                         | 12     | 8                   | 0     | 4                | 18                 | 8               |
| Aufstiegsrunde zur Oberliga Nord 1946/47        | 2      | 0                   | 1     | 1                | 3                  | 4               |
| Landesmeisterschaft 1948, 1949 und 1960         | 3      | 2                   | 1     | 0                | 6                  | 2               |
| Testspiele 1932–1997                            | 14     | 8                   | 2     | 4                | 33                 | 18              |
| Gesamt                                          | 123    | 65                  | 21    | 37               | 269                | 174             |
| Gesamt                                          | 124    | 64                  | 22    | 38               | 272                | 179             |
| Gesamt                                          | 124    | 66                  | 22    | 36               | 273                | 172             |

Stand: 1. Mai 2017

## Spielorte
| Ort        | Stadion                  | Spiele |
| ---------- | ------------------------ | ------ |
| Kiel       | Holstein-Stadion         | 62     |
| Lübeck     | Stadion an der Lohmühle  | 55     |
| Lübeck     | Kasernenhof              | 4      |
| Kiel       | Waldwiese                | 1      |
| Lübeck     | Buniamshof               | 1      |
| Westerrade | Sportplatz Bahnhofstraße | 1      |

Die meisten Derbys wurden im Holstein-Stadion sowie dem Stadion an der Lohmühle ausgetragen, also denjenigen Spielstätten, die auch heute noch von den beiden Rivalen genutzt werden. Ausnahmen bilden davon insgesamt sieben der 124 Aufeinandertreffen, die seit 1933 stattfanden:
- Vier Punkt- und Testspiele bei der SV Polizei Lübeck fanden am Stadion Kasernenhof statt, an dem die SVP zu diesem Zeitpunkt noch beheimatet war.
- 1978 trug Holstein Kiel sein Pokalspiel gegen den VfB im Stadion Waldwiese aus.
- 1987 fand ein Testspiel im Lübecker Buniamshof statt.
- 1997 fand ein Testspiel in Westerrade statt.

## Spieler und Funktionäre in beiden Teams

### Spieler
| Spieler           | Spieler             | Spieler           | Spieler       |
| ----------------- | ------------------- | ----------------- | ------------- |
| Torben Hoffmann   | Björn Lindemann     | Dirk Bremser      | Marcel Gebers |
| Michael Frech     | Daniel Jurgeleit    | Sven Boy          | Ahmet Arslan  |
| Tim Siedschlag    | Holger Hasse        | Jan Hoffmann      |               |
| Nico Schrum       | Liridon Imeri       | Bastian Henning   |               |
| Reinhold Ertel    | Alfred Bornemann    | Leopold Freimann  |               |
| Georg Grille      | Gerd Gretzler       | Lothar Kröpelin   |               |
| Winfried Schülke  | Gerhard Kulitze     | Max Hoppe         |               |
| Torsten Grümmer   | Frank Drews         | Hans Joachim Aido |               |
| Otto Hartz        | Axel Möller         | Timo Hempel       |               |
| Hüseyin Dogan     | Timo Schultz        | Thomas Richter    |               |
| Kurt Müller       | Heiko Petersen      | Patrick Würll     |               |
| Dirk Johannsen    | André Cyrkel        | Herbert Dohrn     |               |
| Mikica Mladenovic | Ingo Meyer          | Egbert Landsberg  |               |
| Jan Wussow        | Thorsten Schwierzke | Carsten Nemitz    |               |
| Birol Cay         | Thomas Rux          | Meik Scheika      |               |
| Kevin Schulz      | Jakob Sachs         | Kevin Becker      |               |

### Trainer
| Trainer            |
| ------------------ |
| Michael Lorkowski  |
| Stefan Böger       |
| Gerd Koll          |
| Edgar “Edu” Preuß  |
| Bernd Heemsoth     |
| Gerd-Volker Schock |

## Besondere Vorkommnisse
1. ↑  Meiste Tore in einem Aufeinandertreffen der beiden Vereine
2. ↑  Deutlichster Derbysieg für die KSV Holstein
3. ↑  Die SV Polizei Lübeck zog in die 2. Runde ein
4. ↑  die Aufstiegsrunde zur Oberliga Nord fand als Kombination mit der Landesmeisterschaft Schleswig-Holstein 1946/47 und der Qualifikation zur Britischen Zonenmeisterschaft statt
5. ↑  Ursprünglich sollte die Aufstiegsrunde abgebrochen werden, da mit dem VfB Lübeck und Holstein Kiel die beiden Aufsteiger in die Oberliga feststanden, doch die Vereine entschieden sich dafür, die restlichen Spiele noch auszutragen
6. ↑  Da Holstein Kiel vom Spielbetrieb ausgeschlossen wurde, fand kein Rückspiel in dieser Saison statt
7. ↑  Deutlichster Derbysieg für den VfB Lübeck
8. ↑  Durch die Niederlage im Derby verpassten die Lübecker die Teilnahme an den Relegationsspielen zur 2. Bundesliga
9. ↑  Durch den Sieg stieg Holstein Kiel in die 3. Liga auf
10. ↑  Da der VfB Lübeck im Januar 2013 Insolvenz anmeldete, wurde das Ergebnis nachträglich aus der Wertung genommen und das Rückspiel nicht mehr ausgespielt
11. 1 2  Die vier Schleswig-Holsteinischen Oberligisten spielten von April bis Juni eine inoffizielle Landesmeisterschaft aus; der VfB Lübeck und Holstein Kiel einigten sich darauf, dass das Aufeinandertreffen im NFV-Pokal gleichzeitig das Rückspiel (4. Spieltag) der Landesmeisterschaft ist.
12. 1 2 3  Das Spiel fand nicht in der üblichen Heimspielstätte des Gastgebers statt, vgl. Abschnitt Spielorte
13. ↑  Die Mannschaft des VfB Lübeck II trat nicht an
14. 1 2  Dem Spieler gelang es, sowohl für den VfB als auch für die KSV ein Tor im Derby zu erzielen
15. ↑  als Spieler beim VfB Lübeck, als Co-Trainer bei Holstein Kiel
16. ↑  als Spieler beim VfB Lübeck, als Trainer bei Holstein Kiel

## Verweise und Anmerkungen
1. ↑  Da sich verschiedene Quellen zum Teil widersprechen, ist es nicht gesichert, dass diese Partie ein Pokalspiel bzw. ein Pokalspiel mit Beteiligung der jeweiligen ersten Mannschaften der Vereine war
2. ↑  Anmerkung: Das angegebene Datum von 1955 bis 1962 gibt nur den Tag an, an dem die meisten Spiele des Spieltages in der Verbandsliga ausgetragen wurden.
3. ↑  Anmerkung: Andere Quellen wie der SHZ (Schleswig-Holsteinischer Zeitungsverlag, siehe passenden Artikel unter Quellen) sprechen von 116 Partien zum Zeitpunkt des 16. Mai 2011. Dem VfB Lübeck werden dort 2 Testspielsiege mehr zugerechnet und zusätzlich ein Unentschieden zwischen beiden Vereinen. Jedoch fehlen für diese 3 Partien Quellen, die hier im Artikel nicht aufgeführt werden. Deshalb lautet die Gesamtstatistik zu diesem Zeitpunkt: 116 Spiele, 60 Holstein-Siege, 21 Unentschieden, 35 VfB-Siege, 259:173 Tore für Holstein (hinzu kommt ein aus Witterungsgründen in Lübeck beim Stand von 0:1 in der Saison 1949/50 abgebrochenes Spiel, das nicht zugerechnet wird)
4. ↑  Anmerkung: Laut der Holstein Kiel Stadionzeitung vom 14. September 2011 auf Seite 5 Stadion Magazin (Seite nicht mehr abrufbar, festgestellt im April 2019. Suche in Webarchiven)  Info: Der Link wurde automatisch als defekt markiert. Bitte prüfe den Link gemäß Anleitung und entferne dann diesen Hinweis., lautet eine andere Statistik zu diesem Zeitpunkt: 118 Spiele, 63 Holstein-Siege, 22 Unentschieden, 33 VfB-Siege, 265:168 Tore für Holstein Kiel